# 柳勉之
柳勉之（1921年—），女，湖南临湘人，中华人民共和国政治人物，曾任中华全国妇女联合会书记处书记。